# 652
| [ Edytuj tabelę ]          |                                    |
| Cesarz Bizancjum           | - 641 Konstans II 668              |
| Cesarz Chin                | - 649 Tang Gaozong 683             |
| Król Deiry                 | - 651 Etelwald 655                 |
| Król Essexu                | - 617 Sigeberht I Mały 653         |
| Król Franków w Austrazji   | - 639 Sigebert III 656             |
| Król Franków w Neustrii    | - 639 Chlodwig II 658              |
| Cesarz Japonii             | - 645 Kōtoku 654                   |
| Kalif                      | - 644 Usman ibn Affan 656          |
| Król Kentu                 | - 640 Earconbert 664               |
| Patriarcha Konstantynopola | - 641 Paweł II 653                 |
| Władca Korei               | - 642 Pojang 668                   |
| Król Longobardów           | - 636 Rotari 652 - 652 Rodoald 653 |
| Król Mercji                | - 626 Penda 655                    |
| Papież                     | - 649 Marcin I 655                 |
| Król Wizygotów             | - 649 Recceswint 672               |

Rok 652 / DCLII
stulecia: VI wiek ~
VII wiek ~
VIII wiek

lata: 642 «
647 «
648 «
649 «
650 «
651 «
652
» 653
» 654
» 655
» 656
» 657
» 662

## Urodzili się
- Śikszananda – misjonarz buddyjski i tłumacz działający w Chinach (zm. 710).

## Zmarli
- Olimpios – samozwańczy cesarz bizantyński, uzurpator w Italii